# Liste des ports du Cap-Vert

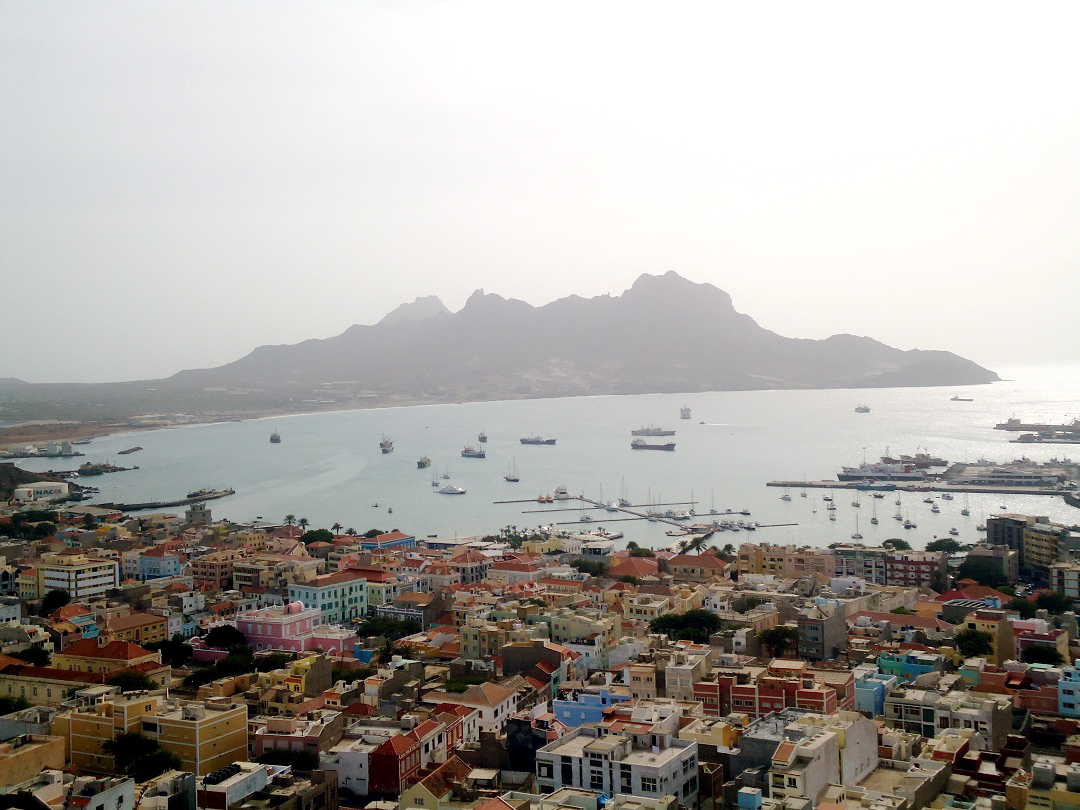
La baie de Porto Grande, est le port de l'île de São Vicente et le plus actif du Cap-Vert.

Cet article liste les ports au Cap-Vert.
Les principaux ports appartiennent à l’ENAPOR (en) qui est l'autorité portuaire du Cap-Vert.

## Liste des ports principaux
| Port                     | Île         | Carte                                      |
| ------------------------ | ----------- | ------------------------------------------ |
| Porto da Praia           | Santiago    | 'Carte interactive des ports du Cap-Vert.' |
| Porto Novo               | Santo Antão | 'Carte interactive des ports du Cap-Vert.' |
| Porto do Tarrafal        | São Nicolau | 'Carte interactive des ports du Cap-Vert.' |
| Porto Grande             | São Vicente | 'Carte interactive des ports du Cap-Vert.' |
| Porto Sal-Rei            | Boa Vista   | 'Carte interactive des ports du Cap-Vert.' |
| Porto Furna              | Brava       | 'Carte interactive des ports du Cap-Vert.' |
| Porto Vale de Cavaleiros | Fogo        | 'Carte interactive des ports du Cap-Vert.' |
| Porto Inglès             | Maio        | 'Carte interactive des ports du Cap-Vert.' |
| Palmeira                 | Sal         | 'Carte interactive des ports du Cap-Vert.' |